# استرونکاتورا

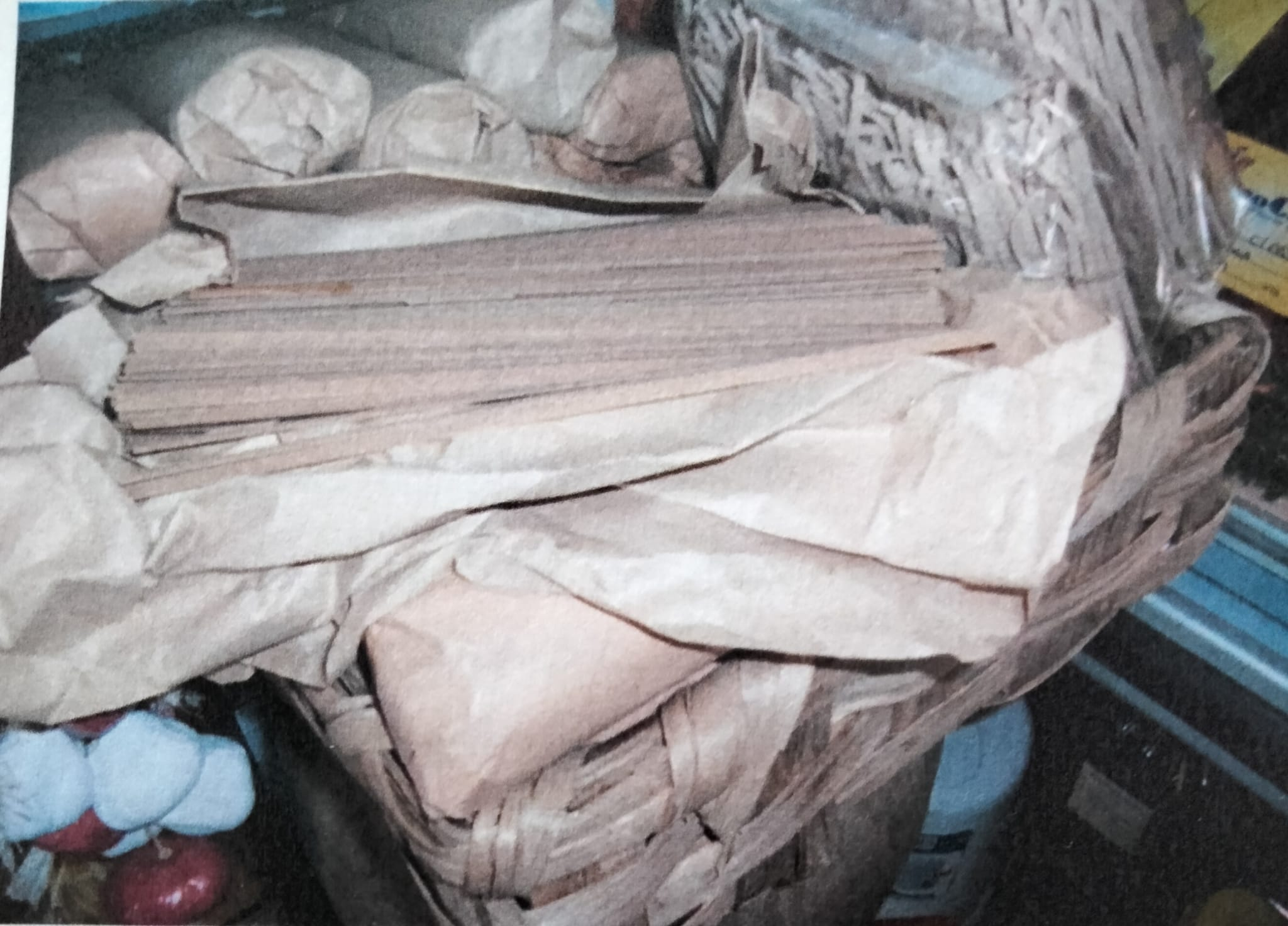
استرونکاتورا

استرونکاتورا یک پاستای سنتی از آشپزی کالابریایی و به ویژه مربوط به جیویا تاورو است. اگرچه در حال حاضر در سرتاسر کالابریا رایج است، اما منطقه دارای بیشترین فروش و مصرف آن را می‌توان ناحیه تیریانی استان رجیو کالابریا در نظر گرفت. ماده اصلی این غذا پاستایی است که شبیه به لینگوئینی بوده و از باقیمانده‌های آرد و سبوس حاصل از آسیاب کردن گندم تهیه می‌شود.
در گذشته، باقیمانده کف آسیاب برای تهیه استرونکاتورا جارو زده می‌شد و به دلیل همین منشأ غیر بهداشتی‌اش فورش آن غیرقانونی بود و تنها توسط فقرا مصرف می‌شد. تولید آن اکنون بهداشتی شده است و به یک غذای اصلی تبدیل شده است.